# Groupe C des éliminatoires de la Coupe d'Afrique des nations de football 2025
 (juin 2025).
 (juillet 2024).
Le groupe C des éliminatoires de la Coupe d'Afrique des nations de football 2025 est une compétition qualificative pour la phase finale de la Coupe d'Afrique des nations de football 2025, qui se déroule en Maroc.
Navigation
Groupe B Groupe D

## Tirage au sort
Le tirage au sort a eu lieu le 4 juillet 2024 au Johannesburg. Les têtes de série sont désignées via un classement FIFA (construit d'après les résultats lors des dernières FIFA).
Le tirage au sort désigne les équipes suivantes dans le groupe C. Les quarante-huit équipes sont réparties en douze dans quatre chapeaux.
- Chapeau 1 :  Égypte (36e du classement FIFA)
- Chapeau 2 :  Cap-Vert (65e du classement FIFA)
- Chapeau 3 :  Mauritanie (112e du classement FIFA)
- Chapeau 4 :  Botswana (145e du classement FIFA)

## Classement
| Rang | Équipe     | Pts | J | G | N | P | Bp | Bc | Diff |  | Résultats (▼ dom., ► ext.) |     |     |     |     |
| ---- | ---------- | --- | - | - | - | - | -- | -- | ---- |  | -------------------------- | --- | --- | --- | --- |
| 1    | Égypte     | 13  | 5 | 4 | 1 | 0 | 11 | 1  | +10  |  | Égypte                     |     | -   | 2-0 | 3-0 |
| 2    | Botswana   | 7   | 5 | 2 | 1 | 2 | 3  | 6  | -3   |  | Botswana                   | 0-4 |     | 1-1 | 1-0 |
| 3    | Mauritanie | 4   | 5 | 1 | 1 | 3 | 2  | 6  | -4   |  | Mauritanie                 | 0-1 | 1-0 |     | -   |
| 4    | Cap-Vert   | 4   | 5 | 1 | 1 | 3 | 3  | 6  | -3   |  | Cap-Vert                   | 1-1 | 0-1 | 2-0 |     |

- Qualification pour la CAN 2025

## Résultats
| 1re journée                  | Égypte                            | 3 - 0   | Cap-Vert   | Stade international du Caire, Le Caire |                          |
| 6 septembre 2024 22:00 UTC+3 | Rabia 23e Marmoush 45+1e Adel 70e | (2 - 0) |            | Arbitrage : Abongile Tom               | Arbitrage : Abongile Tom |
| 6 septembre 2024 22:00 UTC+3 | El-Shenawy 80e Adel 90+1e         | Rapport | 81e Duarte | Arbitrage : Abongile Tom               | Arbitrage : Abongile Tom |

| 1re journée                  | Mauritanie | 1 - 0   | Botswana                                 | Stade Cheikha Ould Boïdiya, Nouakchott |                               |
| 7 septembre 2024 16:00 UTC+0 | Amar 84e   | (0 - 0) |                                          | Arbitrage : Daniel Nii Laryea          | Arbitrage : Daniel Nii Laryea |
| 7 septembre 2024 16:00 UTC+0 |            | Rapport | 16e Mohutsiwa 21e Kopelang 45+4e Mangolo | Arbitrage : Daniel Nii Laryea          | Arbitrage : Daniel Nii Laryea |

| 2e journée                    | Botswana               | 0 - 4   | Égypte                                 | Obert Itani Chilume Stadium, Francistown |                                   |
| 10 septembre 2024 18:00 UTC+2 |                        | (0 - 2) | 5e 29e Trezeguet 56e Salah 90+4e Fathi | Arbitrage : Omar Abdulkadir Artan        | Arbitrage : Omar Abdulkadir Artan |
| 10 septembre 2024 18:00 UTC+2 | 50e Majafi 77e Mangolo | Rapport |                                        | Arbitrage : Omar Abdulkadir Artan        | Arbitrage : Omar Abdulkadir Artan |

| 2e journée                    | Cap-Vert                           | 2 - 0   | Mauritanie             | Estádio Nacional de Cabo Verde, Praia |                           |
| 10 septembre 2024 18:00 UTC+1 | Mendes 24e (pen.) 75e              | (1 - 0) |                        | Arbitrage : Ibrahim Mutaz             | Arbitrage : Ibrahim Mutaz |
| 10 septembre 2024 18:00 UTC+1 | Lenini 4e Borges 42e Andrade 90+1e | Rapport | 4e Fofana 36e Mouhsine | Arbitrage : Ibrahim Mutaz             | Arbitrage : Ibrahim Mutaz |

| 3e journée                  | Cap-Vert  | 0 - 1   | Botswana                           | Estádio Nacional de Cabo Verde, Praia |                           |
| 10 octobre 2024 15:00 UTC+0 |           | (0 - 1) | 2e Orebonye                        | Arbitrage : Samir Guezzaz             | Arbitrage : Samir Guezzaz |
| 10 octobre 2024 15:00 UTC+0 | Costa 41e | Rapport | 5e Velaphi 35e Mohutsiwa 77e Phoko | Arbitrage : Samir Guezzaz             | Arbitrage : Samir Guezzaz |

| 3e journée                  | Égypte                             | 2 - 0   | Mauritanie                      | Stade international du Caire, Le Caire |                                   |
| 11 octobre 2024 19:00 UTC+3 | Trezeguet 69e Salah 79e            | (0 - 0) |                                 | Arbitrage : Alhadj Allaou Mahamat      | Arbitrage : Alhadj Allaou Mahamat |
| 11 octobre 2024 19:00 UTC+3 | Rabia 47eAteya 84e Trezeguet 90+2e | Rapport | 51e Houeibib 51e Ngom 85e Keita | Arbitrage : Alhadj Allaou Mahamat      | Arbitrage : Alhadj Allaou Mahamat |

| 4e journée                  | Mauritanie              | 0 - 1   | Égypte                                | Stade Cheikha Ould Boïdiya, Nouakchott |                             |
| 15 octobre 2024 16:00 UTC+0 |                         | (0 - 0) | 85e Adel                              | Arbitrage : Ahmad Heeralall            | Arbitrage : Ahmad Heeralall |
| 15 octobre 2024 16:00 UTC+0 | Kamara 36e · Yade 45+7e | Rapport | 71e Eid · 72e Attia · 90+2e Trézéguet | Arbitrage : Ahmad Heeralall            | Arbitrage : Ahmad Heeralall |

| 4e journée                  | Botswana                                                | 1 - 0   | Cap-Vert    | Obert Itani Chilume Stadium, Francistown |                             |
| 15 octobre 2024 18:00 UTC+3 | Sesinyi 52e                                             | (0 - 0) |             | Arbitrage : Messie Nkounkou              | Arbitrage : Messie Nkounkou |
| 15 octobre 2024 18:00 UTC+3 | Johnson 2e · Ramotse 22e · Seakanyeng 79e · Kebatho 80e | Rapport | 70e Arcanjo | Arbitrage : Messie Nkounkou              | Arbitrage : Messie Nkounkou |

| 5e journée       | Botswana                            | 1 - 1   | Mauritanie                        | Obert Itani Chilume Stadium, Francistown |                                   |
| 15 novembre 2024 | Baruti 18e                          | (1 - 1) | 7e Koita                          | Arbitrage : Bamlak Tessema Weyesa        | Arbitrage : Bamlak Tessema Weyesa |
| 15 novembre 2024 | Sesinyi 28e Johnson 53e Velaphi 82e | Rapport | 17e Amar 77e Houeibib 90+1e Abeid | Arbitrage : Bamlak Tessema Weyesa        | Arbitrage : Bamlak Tessema Weyesa |

| 5e journée       | Cap-Vert               | 1 - 1   | Égypte                     | Estádio Nacional de Cabo Verde, Praia  |                                        |
| 15 novembre 2024 | Mendes 63e (pen.)      | (0 - 1) | 31e Mohamed                | Arbitrage : Djindo Louis Houngnandande | Arbitrage : Djindo Louis Houngnandande |
| 15 novembre 2024 | Mendes 83e Andrade 88e | Rapport | 24e Fathy 90+4e El Shenawy | Arbitrage : Djindo Louis Houngnandande | Arbitrage : Djindo Louis Houngnandande |

| 6e journée             | Égypte        | 1 - 1          | Botswana   | Stade du 30 Juin, Le Caire  |                             |
| 19 novembre 2024 16:00 | Trézéguet 15e | (1 - 1)        | 8e Kebatho | Arbitrage : Abdallah Jammeh | Arbitrage : Abdallah Jammeh |
| 19 novembre 2024 16:00 |               | 79e Modingwane |            | Arbitrage : Abdallah Jammeh | Arbitrage : Abdallah Jammeh |

| 6e journée             | Mauritanie   | 1 - 0   | Cap-Vert | Stade Cheikha Ould Boïdiya, Nouakchott |                              |
| 19 novembre 2024 16:00 | Soueid 45+4e | (1 - 0) |          | Arbitrage : Lahlou Benbraham           | Arbitrage : Lahlou Benbraham |